# 1976 Kaverin
1976 Kaverin eller 1970 GC är en asteroid i huvudbältet som upptäcktes den 1 april 1970 av den ryska astronomen Ljudmjla Tjernych vid Krims astrofysiska observatorium på Krim. Den har fått sitt namn efter den sovjetiske astronomen Alexej Kaverin (1904–1976).
Asteroiden har en diameter på ungefär tre kilometer.